# John Cassell
John Cassell (23 de janeiro de 1817 - 2 de abril de 1865) foi um editor inglês, impressor, escritor e editor, que fundou a empresa Cassell & Co, famosa por seus livros didáticos e periódicos, e que foi pioneiro na série publicação de romances. Ele também era um conhecido comerciante de chá e café e um empresário em geral. Cristão fervoroso, ele fez campanha durante toda a vida pelo movimento da temperança na Grã-Bretanha, pela redução dos impostos sobre publicações, e foi um reformador social que reconheceu a importância da educação na melhoria da vida da classe trabalhadora e cujos muitos publicações, revistas e livros, trouxeram aprendizado e cultura às massas.

## Vida e trabalho

### Primeiros anos
John Cassell nasceu em 23 de janeiro de 1817 em Manchester, depois em Lancashire; o filho de Mark Cassell, proprietário de uma casa pública chamada "The Ring O 'Bells", no 8 The Old Churchyard, Hunt's Bank, Manchester. A família desfrutou de um padrão de vida razoável nos primeiros 10 anos, até que seu pai foi incapacitado por uma queda, morrendo três anos depois. O ônus de prover a família recaía sobre sua mãe, que ganhava a vida com estofados, embora isso a deixasse com pouco tempo para o filho. John recebeu pouca educação como resultado e, desde tenra idade, foi obrigado a trabalhar como auxiliar de fábrica, fabricando "fita" e veludo. Cassell detestava o trabalho, que era ao mesmo tempo confinante e monótono, e sentiu-se oprimido pelas terríveis condições sociais à sua volta. Buscando melhores perspectivas, ele impressionou um carpinteiro local com suas habilidades em madeira e recebeu um aprendizado.

### Movimento de temperança

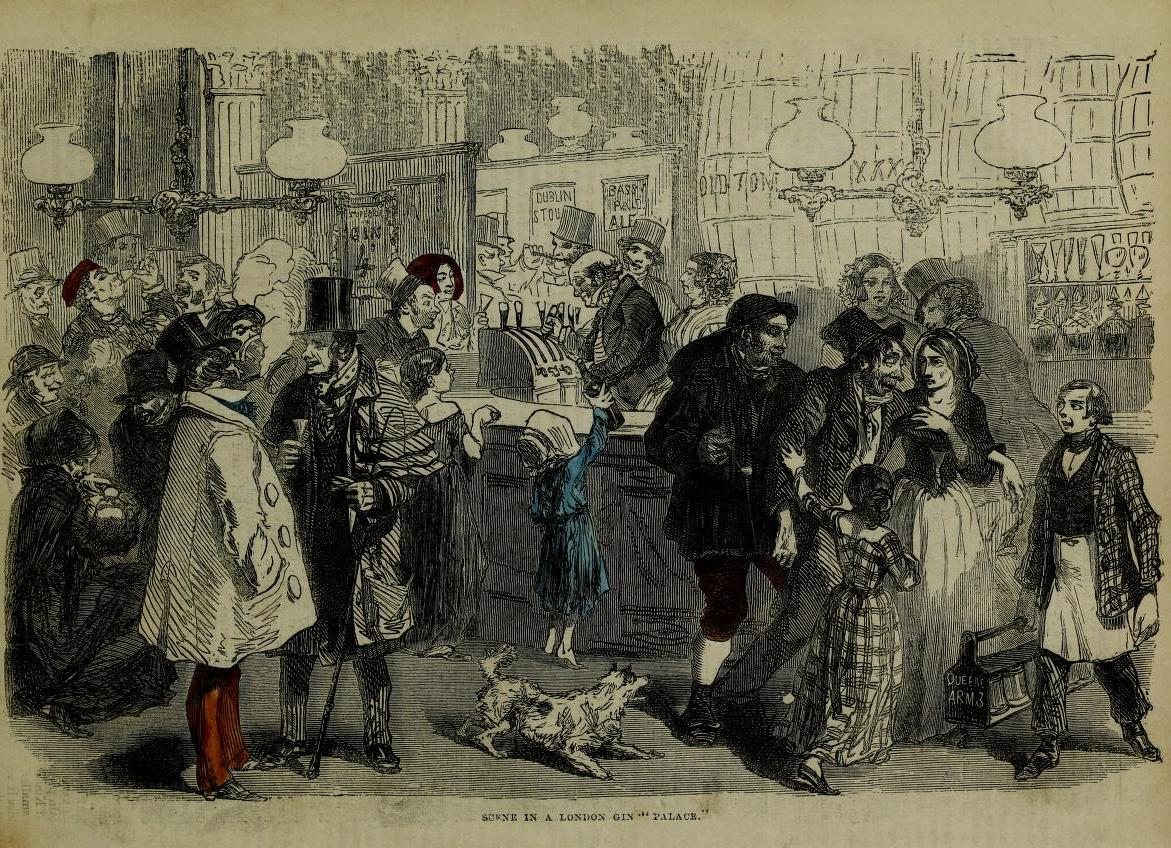
Cena no London Gin Palace (gravura do "amigo e instrutor da família do trabalhador", 25 de outubro de 1851)

Em 1833, Cassell ficou sob a influência do movimento da temperança e "assinou a promessa" em uma reunião local realizada por um Sr. Thomas Swindlehurst; ele também testemunhou o conhecido ativista da temperança Joseph Livesey falar na Oak Street Chapel, em Manchester. Na época, o alcoolismo era uma questão social premente; chá e café eram proibitivamente caros para as classes trabalhadoras, o leite era visto como um luxo e a cerveja, por outro lado, era relativamente barata e facilmente disponível. Cassell se identificou fortemente com os ideais do movimento e, depois de honrar seus compromissos de aprendizado, decidiu se tornar um professor de temperança itinerante. Corrigindo sua falta de educação formal, ele também buscou o auto-aperfeiçoamento, ensinando a si mesmo conhecimentos gerais, literatura inglesa e um pouco de francês.
Em 1836, depois de passar vários meses dando palestras sobre o teototalismo na área de Manchester, Cassell partiu a pé para Londres, parando no caminho para falar sobre temperança com qualquer público que pudesse encontrar e apoiando-se fazendo trabalhos estranhos em carpintaria. Em outubro de 1836, depois de 16 dias de caminhada, ele finalmente chegou a Londres com a soma principesca de 3 centavos no bolso, incapaz de pagar acomodações para a noite. Na mesma noite, ele falou em uma reunião de temperança na sala de aula de Nova Jerusalém, perto da Westminster Bridge Road, e pelos 6 meses seguintes esteve envolvido em campanhas de temperança na capital.
Em abril de 1837, Cassell foi inscrito como um agente reconhecido da "National National Temperance Society", e viajou pela Inglaterra e pelo País de Gales, dando palestras e assumindo total "abstinência". Em 1841, durante uma turnê de temperança pelos condados do leste, ele conheceu uma mulher de Lincolnshire, Mary Abbott, com quem se casou no mesmo ano. Mary herdou uma quantia em dinheiro do pai, o que permitiu que o casal se estabelecesse em St. John's Wood, Londres, e deu a John o capital necessário para investir em um negócio. Sua casa se tornou um local de encontro para escritores, artistas e reformadores - pessoas como George Cruikshank, Ellen Wood, William e Mary Howitt.

### Editor

#### Tratamentos de chá, café e temperança
Em 1843, Cassell estabeleceu-se como comerciante de chá e café na Coleman Street, cidade de Londres. O negócio foi um sucesso imediato, mudando-se para instalações maiores na 80 Fenchurch Street. Seus chás e cafés eram amplamente divulgados na imprensa, e slogans como "Compre o café em xelim da Cassell" os tornavam uma palavra bastante comum. Ele comprou uma prensa de segunda mão para produzir folhetos publicitários para seus produtos, o que o levou a escrever e publicar seus próprios folhetos de temperança.

#### Periódicos de temperança e o "amigo do trabalhador"
Cassell entrou em parceria com seu cunhado, e isso permitiu que ele se concentrasse em editar e escrever periódicos, o primeiro dos quais, "The Teetotal Times", apareceu em 1846, tornando-se, em 1849, "The Teetotal Times and Essayist" mensalmente, que continuou por alguns anos depois. Em julho de 1848, ele começou a publicação do "Standard of Freedom", um jornal semanal voltado para o mercado popular, cujos princípios eram o livre comércio e a liberdade de religião. Só durou até 1851, incorporando-se ao Weekly News and Chronicle.
Em 1850, ele fundou o Working Man's Friend uma revista semanal com o objetivo de educar seus leitores sem os apadrinhar ou brincar com o menor denominador comum e simpatizante da vida das pessoas da classe trabalhadora. Seus leitores enviaram centenas de cartas e artigos para publicação, e a revista recebeu elogios de figuras como Richard Cobden, político e reformador social, e o Conde de Carlisle. Em 1851, para expandir os negócios, Cassell comprou a fábrica de impressão de William Cathrell em The Strand, Londres, trazendo a impressão do "Amigo do Trabalhador" internamente.

#### Expansão de negócios
Em 1851, "O Expositor Ilustrado", um periódico mensal sobre A Grande Exposição, iniciou a publicação, com grande sucesso, alcançando vendas de 100.000 em dezembro. A expansão da empresa significou uma mudança para instalações maiores no "La Belle Sauvage Yard" - anteriormente o local de uma pousada centenária - no lado norte de Ludgate Hill, em 1852.

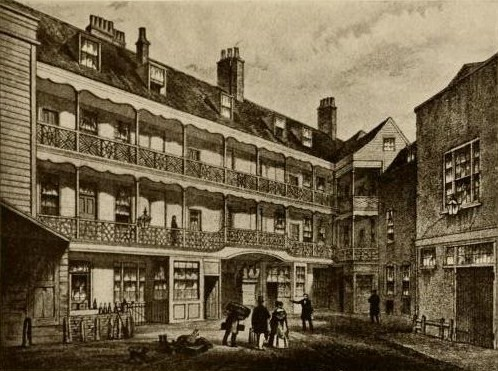
Bell Savage Inn

Por volta dessa época, a série "Cassell's Library" começou a aparecer; 26 volumes foram publicados, incluindo livros sobre história, biografia e ciência. Em abril de 1852, o semanário "Popular Educator" iniciou a publicação, alcançando sucesso popular e elogios da crítica - "uma escola, uma biblioteca e uma universidade" era como um comentarista o descreveu. A revista inspirou os leitores a continuar sua educação nas aulas locais, com Cassell oferecendo ajuda prática e financeira onde necessário. Tornou-se algo uma instituição, ajudando a melhorar a educação, as perspectivas e as oportunidades de emprego da nação; até Lloyd George, futuro primeiro ministro da Grã-Bretanha, creditou o "Educador Popular" por reforçar sua escassa educação infantil e ajudá-lo a melhorar a si mesmo. Isto foi seguido em 1852 com o "Educador Bíblico Popular", que esperava fazer pela religião o que seu antecessor havia feito para o conhecimento geral.
Em 1853, o "Illustrated Family Paper" iniciou a publicação, com o objetivo de proporcionar recreação literária para um público familiar. Incluiu não apenas artigos educacionais, mas também serializações de romances. Um deles, "The Warp and the Weft", um conto sobre os trabalhadores da fábrica de Lancashire de John Frederick Smith, apareceu durante a Lancashire Cotton Famine e inspirou os leitores do jornal a contribuírem com uma grande soma para um fundo de alívio para os trabalhadores de algodão. Em 1867, após a morte de Cassell, a revista foi reduzida em tamanho e mudou seu nome para Cassell's Magazine.

#### Parceria com Petter & Galpin
No final de 1854, uma ligação inesperada para pagar o crédito adiantado por seu fornecedor de papel forçou Cassell a vender os direitos autorais e as ações do " Illustrated Family Paper", "Popular Educator" e outras publicações concluídas. Isso só deveria ser uma medida temporária até que a empresa se recuperasse. Por isso, ele se viu em semi-parceria com a gráfica "Petter & Galpin". Durante esse período intermediário, "The Illustrated Family Bible", apareceu um periódico em partes de centavo e alcançou popularidade no exterior e em casa. Em 1865, surgiu a "História ilustrada da Inglaterra", em partes semanais e mensais, totalizando 8 volumes e com cerca de 2000 ilustrações; mais de um quarto de milhão de cópias foram vendidas na primeira edição.
Outros periódicos incluíam "The Illustrated Magazine of Art" (1853-1854, mais tarde revivida como The Magazine of Art, com maior sucesso alguns anos após a morte de Cassell), " The Freeholder " (revista mensal do movimento "terra livre") e o revistas religiosas " The Pathway e" The Quiver "(primeira edição, 7 de setembro de 1861). Cassell também concebeu a idéia do jornal diário, mas isso só se concretizou três anos após sua morte; "The Echo", como era chamado, durou apenas alguns anos, de 1868 a 1875, quando foi vendido, continuando, sob várias administrações, até 1905.
Cassell visitou os Estados Unidos em 1853 para participar da "Convenção Mundial de Temperança" em Nova York, e novamente em 1854 e 1859 sobre negócios editoriais. Ele conheceu a autora Harriet Beecher Stowe e organizou a publicação de uma edição ilustrada da Cabine do Tio Tom na Grã-Bretanha - com grande sucesso. Cassell apoiou fortemente a causa dos abolicionistas da escravidão.
Em 1859, em seu retorno da América, ele firmou parceria com a Petter & Galpin, a empresa se tornando " Cassell, Petter & Galpin". A empresa foi particularmente bem-sucedida na produção de edições ilustradas da literatura clássica, como Robinson Crusoe, As viagens de Gulliver, The Vicar of Wakefield e outros. O grande artista francês Gustave Doré forneceu ilustrações para o Inferno de Dante (1861), Don Quixote, e uma edição especial da Bíblia Sagrada. As instalações da empresa no quintal de La Belle Sauvage também ganharam a distinção de uma visita do próprio imperador francês Napoleão III, ao publicar a edição em inglês de seu livro "A História de Júlio César".
Cassell desempenhou um papel importante no lobby do governo para reduzir o ônus da tributação no papel e em publicações periódicas - o "imposto sobre o conhecimento", como era chamado - e seus esforços na década de 1850 ajudaram a revogar o Dever do Anúncio no Jornal, Dever do Selo do Jornal e Dever do Papel (o último em 1861).

### Óleo de Cazelina
Em seu retorno da América para Londres, ele começou a vender o Cazeline Oil, para iluminação, uma das primeiras formas de gasolina.

### Anos finais
Nos seus últimos anos, Cassell, vendo as oportunidades de negócios sendo abertas pelo desenvolvimento da luz artificial, iniciou uma destilação de petróleo na Hanwell. Apesar de seus esforços, o empreendimento não deu em nada e, embora nenhuma perda financeira séria tenha sido sustentada, o projeto foi uma grande perda de tempo e energia.
Cassell morreu, com apenas 48 anos, de um tumor interno, em 2 de abril de 1865, em sua casa na 25 Avenue Road, Regent's Park, Londres - no mesmo dia que seu amigo Richard Cobden - e foi enterrado no cemitério Kensal Green. Ele deixou sua viúva Maria, que morreu em Brighton em 6 de julho de 1885. Ele também deixou uma filha, Sophia (m. 1912). A empresa "Cassell, Petter & Galpin", que no momento de sua morte empregava 500 pessoas, continuou a prosperar sob a administração dos demais parceiros, Petter e Galpin.